# Amanda Ooms
Amanda Ooms, née le 5 septembre 1964 à Kalmar, est une actrice et écrivaine suédoise.

## Biographie

### Vie personnelle
Elle vécut dix ans avec l'acteur et musicien suédois Joakim Thåström.
Elle s'est mariée avec l'acteur Thorsten Flinck en 1999.

## Filmographie
Sauf indication contraire, les informations mentionnées dans cette section peuvent être confirmées par les bases de données cinématographiques IMDb et Allociné,  présentes dans la section « Liens externes ».

### Cinéma
- 1989 : Les Femmes sur le toit : Linnea
- 1994 :  Mesmer de Roger Spottiswoode
- 1991 : La Chambre de Buster (Buster's Bedroom) de Rebecca Horn
- 2002 : Inside Job (Fear X) de Nicolas Winding Refn
- 2008 : Instants éternels (Maria Larssons eviga ögonblick)
- 2012 - Expendables 2 : Unité spéciale (The Expendables 2) de Simon West : Pilar
- 2014 : Gentlemen de Mikael Marcimain

### Télévision
- 1992-1993 : Les Aventures du jeune Indiana Jones (The Young Indiana Jones Chronicles), série télévisée
- 1996 : Entre Femme et Loup, (Alice White), mini série
- 2001-2004 : Les Enquêtes du commissaire Winter (Kommissarie Winter) :  Angela Winter
- 2007 : La Princesse des glaces, téléfilm
- 2015 : Ängelby (série télévisée) : Britt-Louise Vogel